# Ernest Lepore
Pour les articles homonymes, voir Lepore.
Ernest Lepore  est un philosophe et chercheur en sciences cognitives américain. Il est directeur par intérim du Centre Rutgers pour la science cognitive et professeur à l'université Rutgers. Il est bien connu pour son travail sur la philosophie du langage et de l'esprit, souvent en collaboration avec Jerry Fodor, Herman Cappelen et Kirk Ludwig, ainsi que son travail sur la logique philosophique et la philosophie de Donald Davidson. Lepore obtient son Ph.D. de l'université du Minnesota.

## Publications (sélection)
- Handbook in Philosophy of Language, ed. avec B. Smith, (Oxford University Press, 2006)
- Insensitive Semantics, avec Herman Cappelen (2004, Basil Blackwell)
- Donald Davidson: Truth, Meaning, Rationality in Mind, avec Kirk Ludwig (Oxford University Press, 2005)
- Donald Davidson's truth-theoretic Semantics, avec Kirk Ludwig (Oxford University Press, 2007),
- Meaning and Argument, avec Sam Cumming (Blackwell, 2000)
- Holism: A Shopper's Guide, avec Jerry Fodor (Blackwell, 1991)
- The Compositionality Papers, avec Jerry Fodor (Oxford University Press, 2002)
- What Every Student Should Know  avec Sarah-Jane Leslie (Rutgers Press, 2002).

## Source de la traduction
- (en) Cet article est partiellement ou en totalité issu de l’article de Wikipédia en anglais intitulé « Ernest Lepore » (voir la liste des auteurs).